# Luchthaven Chileka
Luchthaven Chileka (Chileka Airport) is een internationale luchthaven gelegen op zestien kilometer van de Malawiaanse stad Blantyre. Het is na Luchthaven Lilongwe de tweede luchthaven van Malawi. 

## Verbindingen
- Ethiopian Airlines - Addis Abeba
- Kenya Airways - Nairobi
- Malawian Airlines - Dar es Salaam, Johannesburg, Lilongwe
- South African Airways - Johannesburg